# تشارلي سميث (لاعب كرة قاعدة أمريكي)
تشارلي سميث (بالإنجليزية: Charlie Smith) هو لاعب كرة قاعدة أمريكي، ولد في 20 أبريل 1880 في كليفلاند في الولايات المتحدة، وتوفي في 3 يناير 1929 في ويكلايف في الولايات المتحدة.

## وصلات خارجية
- تشارلز سميث على موقعبيزبول رفرنس.كوم (الدوري الرئيسي) (الإنجليزية)